# Brama Wiedeńska

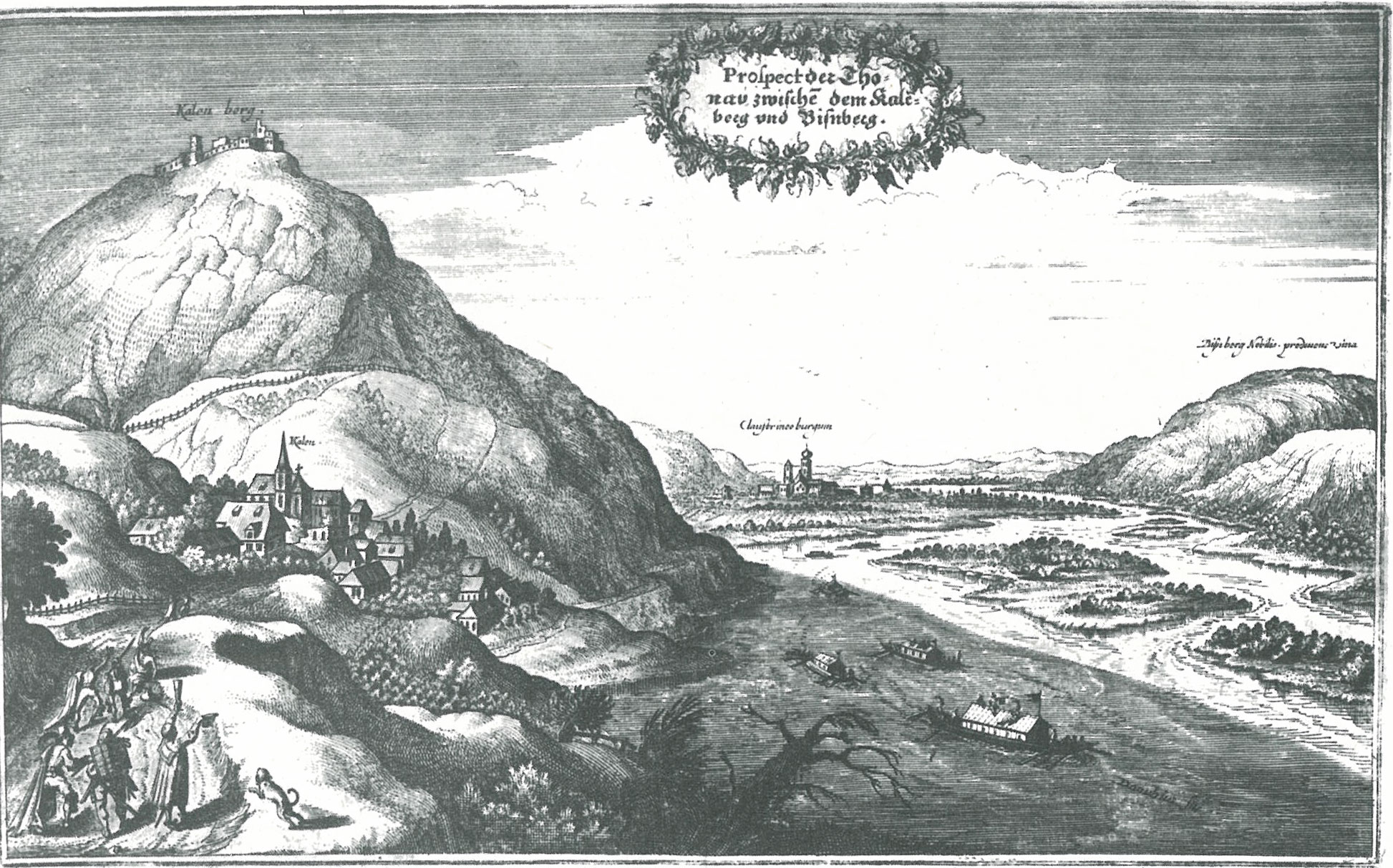

Brama Wiedeńska (niem. Wiener Pforte) - przełomowy odcinek doliny Dunaju między Kotliną Tullneńską a Kotliną Wiedeńską. Przypada na austriacki odcinek rzeki, leży na północny zachód od Wiednia. 
W Bramie Wiedeńskiej dolina Dunaju oddziela Las Wiedeński (kulminacja Leopoldsberg, 425 m n.p.m.) na południowym brzegu od wzgórz Bisamberg (kulminacja o tej samej nazwie, 359 m n.p.m.) na północnym brzegu. 
Brama Wiedeńska powstawała w okresie od 500 do 150 tysięcy lat temu, w trakcie wypiętrzania się Lasu Wiedeńskiego. Dunaj w drodze erozji rzecznej wyciął sobie przełom w podnoszących się skałach. 